# Limnomys
Limnomys ist eine Nagetiergattung aus der Gruppe der Altweltmäuse (Murinae). Die Gattung umfasst zwei Arten.
Diese Tiere erreichen eine Kopfrumpflänge von rund 13 Zentimetern, der Schwanz misst 15 bis 16 Zentimeter. Ihr dichtes Fell ist am Rücken schwarzbraun gefärbt, der Bauch ist beige. Die Hinterfüße sind lang und schlank, der Schwanz ist lang und behaart.
Die Tiere leben nur auf der Philippinen-Insel Mindanao. Sie bewohnen höhergelegene, feuchte Wälder in 2000 bis 2800 Metern Seehöhe. Über ihre Lebensweise ist ansonsten nichts bekannt.
Es gibt zwei Arten:
- Die Graubauch-Moosratte (Limnomys bryophilus) wurde erst 2003 wissenschaftlich beschrieben.
- Die Langschwanz-Moosratte (Limnomys sibuanus) ist in höheren Regionen Mindanaos häufig.

Keine der beiden Arten ist laut IUCN gefährdet. Systematisch wird die Gattung in die Rattus-Gruppe eingeordnet, ist also nahe mit den Ratten verwandt.